# Hyaloperonospora parasitica
Mildiou des crucifères
Espèce
Hyaloperonospora parasitica,  le Mildiou des crucifères, est une espèce d'oomycètes phytopathogènes de la famille des Peronosporaceae. C'est l'un des agents pathogènes du mildiou. Il a pour hôtes les crucifères telles que le chou et Arabidopsis thaliana. À l'heure actuelle, c'est un organisme à hôte obligatoire, c'est-à-dire qu'on ne parvient pas à le cultiver sur milieu de culture artificiel.

## Impact économique
En agriculture, il génère des pertes non négligeables sur les récoltes de colza, du chou et autres brassicacées.

## Usage scientifique
Il est utilisé dans le monde de la recherche en phytopathologie, car son développement est ni trop rapide ni trop lent (de l'ordre d'une semaine de conidiospore à conidiospore), et ses effets ne sont en général pas létaux pour la plante. Ainsi, il permet une mesure fine des degrés de résistance de la plante hôte en fonction des traitements appliqués.

## Liste des formes
Selon NCBI (28 août 2014) :
- forme Hyaloperonospora parasitica f. brassicae
- forme Hyaloperonospora parasitica f. raphani

## Systématique
Le nom correct complet (avec auteur) de ce taxon est Hyaloperonospora parasitica (Pers.) Constant., 2002,.
L'espèce a été initialement classée dans le genre Botrytis sous le basionyme Botrytis parasitica Pers., 1796.
Ce taxon porte en français le nom vernaculaire ou normalisé suivant : Mildiou des crucifères.
Hyaloperonospora parasitica a pour synonymes :
- Botrytis parasitica Pers., 1796
- Mucor botrytis Sowerby, 1803
- Peronospora parasitica (Pers.) Tul., 1854
- Peronospora parasitica (Pers.) de Bary, 1863

## Publication originale
- (en) Ovidiu Constantinescu et Jamshid Fatehi, « Peronospora-like fungi (Chromista, Peronosporales) parasitic on Brassicaceae and related hosts », Nova Hedwigia, vol. 74, no 3,‎ 1er mai 2002, p. 291-338 (ISSN 0029-5035 et 2363-7188, DOI 10.1127/0029-5035/2002/0074-0291).